# Koninklijke Brill NV
Koninklijke Brill NV, coneguda durant molt de temps com a E.J. Brill (per Evert Jan Brill, que dirigí l'empresa entre el 1848 i el 1871), és una editorial dels Països Baixos. És coneguda sobretot per les seves publicacions científiques en àmbits com ara els estudis orientals, la filologia clàssica, la biologia, la sinologia i els estudis islàmics. Fou fundada el 1683 com a Luchtmans. Brill sempre ha tingut un vincle estret amb la Universitat de Leiden i la ciutat de Leiden, on té la seu social. El 2016 facturà aproximadament 32 milions d'euros i tenia uns 130 treballadors. Publica més de 200 revistes i prop de 700 llibres i obres de referència a l'any.